# Liste der Gebirge in Australien
Die Liste der Gebirge in Australien listet alle Gebirgszüge und einzelnen Berge in Australien auf. Diese verteilen sich größtenteils auf die Australischen Alpen im Osten des Landes, Hochebenen in West- und Zentralaustralien und Tasmanien.

## Listen

### Queensland
Im Nordosten von Queensland liegen
- Daguilar Range
  - Mount Cootha
  - Mount Glorious
  - Mt Mee
  - Mount Nebo (Queensland)

- Moogerah Peaks
  - Mount Edwards
  - Mount French
  - Mount Greville

- McPherson Range
  - Mount Ballow (1.280 m)
  - Mount Barney (1.350 m)
  - Mount Ernest (960 m)
  - Mount Lindesay (1.175 m)
  - Mount Maroon
  - Mount May

- Main Range
  - Mount Asplenium (1.294 m)
  - Bare Rock (1.170 m)
  - Mount Cordeaux (1.145 m)
  - Mount Huntley (1.264 m)
  - Lizard Point, Queensland (1.200 m)
  - Mount Roberts (1.370 m)
  - Sentinal Point (1.175 m)
  - Spicers Peak (1.220 m)
  - Mount Steamer (1.215 m)
  - Mount Superbus (1.375 m)
  - Wilson’s Peak
  - Mount Mitchell (1.160 m)

- Lamington
  - Throakoban
  - Mount Westray

- Bunya Mountains
  - Mount Kiangarow
  - Mount Mowbullan

- Glasshouse Mountains
  - Mt Beerburrum

- New England Tablelands
  - Mount Norman
  - First Pyramid
  - Second Pyramid
  - Bald Rock
  - South Bald Rock

- Zentral- und Nord-Queensland
  - Mount Archer
  - Mount Bartle Frere (1.622 m)
  - Mount Bellenden Ker
  - Flinders Peak
  - Mount Gravatt
  - Mount Jim Crow
  - Mount Tamborine
  - Mount Wheeler

### New South Wales
- Blue Mountains
- Snowy Mountains
  - Mount Jagungal
  - Mount Kosciuszko (2.228 m)
  - Mount Townsend (2.209 m)

- Abbott Peak (2.145 m)
- Alice Rawson Peak (2.160 m)
- Mount Kaputar
- Mount Keira
- Rams Head (2.190 m)
- Mount Twynam (2.195 m)
- Mount Warning (1.156 m)

### Victoria
- Grampians
  - Mount Difficult
  - Mount Wilson
  - Mount Zero

- Victorian Alps
  - Mount Baw Baw
  - Mount Beauty
  - Mount Bogong (1.986 m)
  - Mount Buggery
  - Mount Buller
  - Cobberas Range
  - Mount Hotham
  - Mount Howitt
  - Mount Speculation

### South Australia
- Flinders Ranges
  - Devils Peak
  - Mount Remarkable
  - St. Mary’s Peak

- Gammon Ranges
  - Mount MacKinley

- MacDonnell Ranges
  - Mount Woodroofe (1.435 m)

- Mount Lofty Ranges
  - Mount Lofty

### Western Australia
- Mount Meharry (1.253 m)
- Musgrave Ranges

### Tasmanien
- Arthur Range
  - Federation Peak
- Mount Arthur
- Mount Barrow
- Ben Lomond
- Cradle Mountain
- Dial Range
- Du Cane Range
- Eldon Range
- Engineer Range
- Frankland Range
- Great Western Tiers
  - Ironstone Mountain
  - Mother Cummings Peak
- Hartz Mountains
- King William Range
- Mount Ossa (1.617 m)
- Scotts Peak
- Wellington Range
  - Mount Wellington
- West Coast Range
  - Sticht Range
  - Tyndall Range